# Isla del Gato (Filipinas)
Isla del Gato es un islote rocoso en medio del mar de Sibuyán, en el país asiático de Filipinas. Se trata de una gran roca que se alza en el medio de la nada en el referido mar. Está a 50 minutos en bote de la también isla de Malapascua. Ciertas aves marinas anidan en la isla. Gato está constantemente bañada por corrientes. Administrativamente hace parte de la provincia de Masbate en la región filipina de Bicol.

## Toponimia
La isla puede aparecer referida como «Gato» y «Sumancabibi».

## Descripción
Está situada al noroeste de la isla de Masbate. Aparece descrita en el segundo volumen del Diccionario geográfico, estadístico, histórico de las Islas Filipinas (1851) de Manuel Buzeta Núñez y Felipe Bravo con las siguientes palabras:

GATO Ó SUMANCABIBI: islote próximo á la costa O. de la isla y prov. de Masbate; sit. entre los 126° 46' 30" long., 126° 47' 30" id., y 12° 30' lat., y 12° 32' lat.; hállase frente á la punta de Daijagan ¼ de leg. distante de esta.
(Buzeta y Bravo, 1851, pp. 60-61)